# 세마포어
세마포어(Semaphore)는 에츠허르 데이크스트라가 고안한, 두 개의 원자적 함수로 조작되는 정수 변수로서, 멀티프로그래밍 환경에서 공유 자원에 대한 접근을 제한하는 방법으로 사용된다. 이는 철학자들의 만찬 문제의 고전적인 해법이지만 모든 교착 상태를 해결하지는 못한다.
실제 시스템에서 사용되는 세마포어를 생각하는 유용한 방법은 특정 리소스의 몇 단위를 사용할 수 있는지에 대한 기록과 해당 레코드를 안전하게 조정하는 작업(즉, 경쟁 조건을 피하기 위해)을 결합하는 것이다. 획득하거나 무료가 되며, 필요한 경우 리소스 단위를 사용할 수 있을 때까지 기다린다.
세마포어는 경쟁 조건을 방지하는 데 유용하지만, 경쟁 조건이 없다고 보장하지는 않는다. 임의의 자원 수를 허용하는 세마포어를 카운팅 세마포라고 하며, 값 0과 1(또는 잠김/잠금 해제, 사용 불가능/사용 가능)로 제한되는 세마포를 이진 세마포라고 하며 잠금을 구현하는 데 사용된다.
세마포어 개념은 데이크스트라와 그의 팀이 일렉트롤로지카(Electrologica) X8용 운영체제를 개발하던 1962년 또는 1963년에 네덜란드 컴퓨터 과학자 에츠허르 데이크스트라에 의해 발명되었다. 이 시스템은 결국 다중 프로그래밍 시스템으로 알려지게 되었다.

## 구성
세마포어 S는 정수값을 가지는 변수이며, 다음과 같이 P와 V라는 명령에 의해서만 접근할 수 있다. (P와 V는 각각 try와 increment를 뜻하는 네덜란드어 Proberen과 Verhogen의 머릿글자를 딴 것이다.)
P는 임계 구역에 들어가기 전에 수행되고, V는 임계 구역에서 나올 때 수행된다. 이때 변수 값을 수정하는 연산은 모두 원자성을 만족해야 한다. 다시 말해, 한 프로세스(또는 스레드)에서 세마포어 값을 변경하는 동안 다른 프로세스가 동시에 이 값을 변경해서는 안 된다.

## 적용

### 방법 1
최초 제시된 방법은 바쁜 대기(busy waiting)을 이용한 방법이다.
```
 P(S) {
     while S <=0; // 아무것도 하지 않음 (반복문)
     S--;
 }

 V(S) {
     S++;
 }

```

이 방법은 임계 구역에 들어갈 수 있을 때까지 빈 반복문을 수행하기 때문에, 단일처리기 다중프로세스 환경에서 처리기 효율이 떨어진다. 또한 대기 중인 프로세스들 중 어느 것을 먼저 임계 구역에 진입시킬지를 결정할 수 없다.

### 방법 2
최초 방법의 단점을 보완한 방법으로서 재움 큐를 활용하여 프로세스를 재우는 방식이다.
```
 P(S) {
     S--;
     if S < 0
         // 이 프로세스를 재움 큐에 추가 (잠 듦)
 }

 V(S) {
     S++;
     if S <= 0
         // 재움 큐로부터 프로세스를 제거 (깨어남)
 }

```

## 종류

### 계수 세마포어
계수 세마포어(counting semaphore)에서는 초기값은 가능한 자원의 수로 정해지며, 세마포어 값의 범위는 정해져 있지 않다.

### 이진 세마포어
이진 세마포어(binary semaphore)에서는 세마포어 값으로 0 또는 1을 가진다. 계수 세마포어보다 간단히 구현할 수 있으며, Test and Set 등 하드웨어가 지원하는 기능을 이용하여 구현하기도 한다. 또한, 이진 세마포어를 이용하여 계수 세마포어를 구현할 수도 있다.

## 약점
- P함수와 V함수의 동작은 독립적이기 때문에 잘못 사용하는 경우 문제가 발생한다.
  - P - 임계 구역 - P : 현재 프로세스가 임계 구역에서 빠져나갈 수 없게 된다. 또한 다른 프로세스들은 임계 구역에 들어갈 수 없으므로 교착 상태(Deadlock)가 발생한다.
  - V - 임계 구역 - P : 2개 이상의 프로세스가 동시에 임계구역에 들어갈 수 있으므로 상호 배제(Mutual Exclusion)를 보장할 수 없게 된다.
- 고급 언어에서 동기화를 제공해야 한다.

## 참고
세마포어(semaphore)의 원래 뜻은 기차 등에서 사용하는 '까치발 신호기'이다.

## 같이 보기
- 생산자-소비자 문제
- 독자-저자 문제
- 철학자들의 만찬 문제